# Muscle tibial postérieur

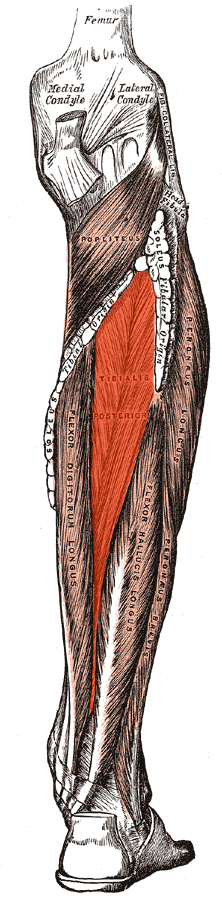
Le muscle tibial postérieur.

Le muscle tibial postérieur (Musculus Tibialis Posterior) ou, anciennement, muscle jambier postérieur est un muscle du membre inférieur situé dans la jambe. Il est contenu dans la partie profonde de la loge crurale postérieure.

## Description
Le muscle tibial postérieur est un muscle long qui relie le tibia et la fibula au tarse et au métatarse.

## Origine
Le muscle tibial postérieur se fixe sur les deux tiers supérieurs de la face postérieure du tibia en dessous de la ligne du muscle soléaire, sur la membrane interosseuse de la jambe et sur les deux tiers supérieurs de la face médiale de la fibula.
Il adhère également sur les cloisons fibreuses qui le séparent des muscles long fléchisseur de l'hallux et fléchisseur commun des orteils.

## Trajet
Le muscle tibial postérieur descend à l'arrière de la jambe pour former un tendon à son tiers moyen. Le tendon passe derrière la malléole médiale dans le sillon malléolaire du tibia avec le tendon et en dedans du tendon du muscle fléchisseur commun des orteils. Il est séparé de ce dernier par un septum fibreux et chaque tendon possède sa propre gaine synoviale. Le tendon prend à ce niveau une direction vers l'avant, passe au-dessus du sustentaculum tali pour terminer sa trajectoire au niveau plantaire en se divisant en plusieurs expansions d'insertion.

## Terminaison
Le tendon s'insère par plusieurs expansions sur :
- la tubérosité de l'os naviculaire,
- la face plantaire du sustentaculum tali,
- la tubérosité de l'os cuboïde,
- les faces inférieures des trois os cunéiformes,
- les faces inférieures des bases des deuxième, troisième et quatrième métatarsiens.

## Innervation
Le muscle tibial postérieur est innervé par le nerf tibial.

## Vascularisation
Le muscle tibial postérieur est vascularisé par une branche de l'artère tibiale postérieure.

## Anatomie fonctionnelle
Le muscle tibial postérieur est essentiellement extenseur de l'articulation talo-crurale, accessoirement rotateur interne et adducteur. Il permet l'inversion du pied.

## Galerie

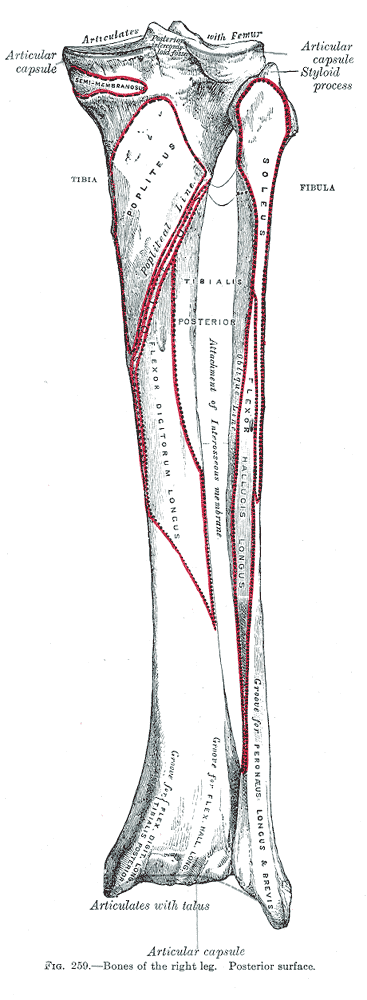
Les os de la jambe droite.Vue postérieure.
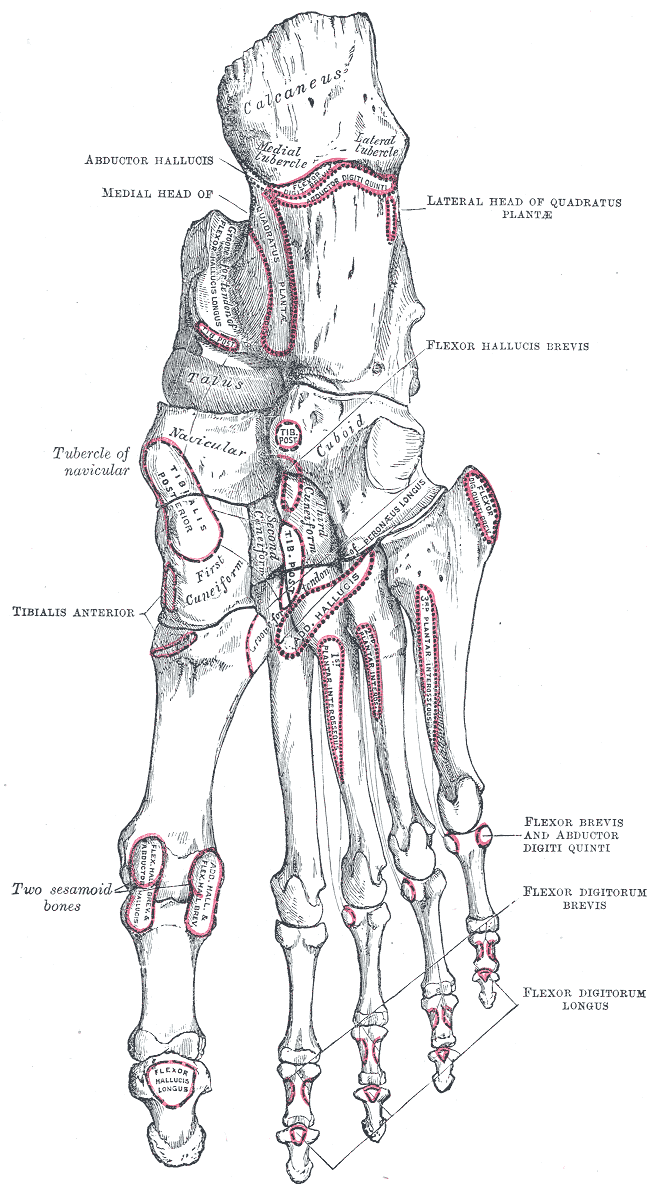
Les os du pied droit. Vue plantaire.
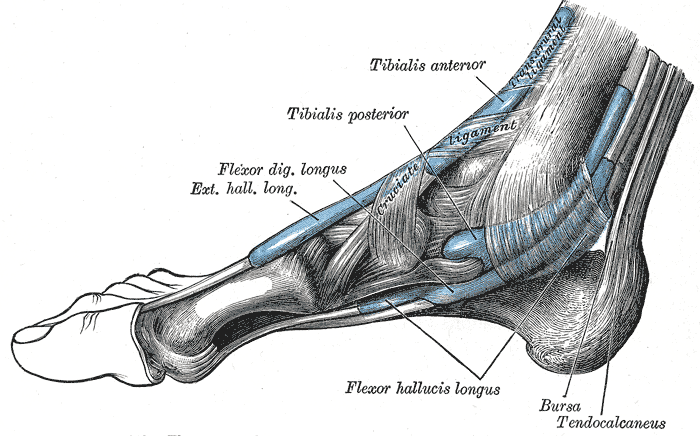
Les gaines synoviales de la cheville.

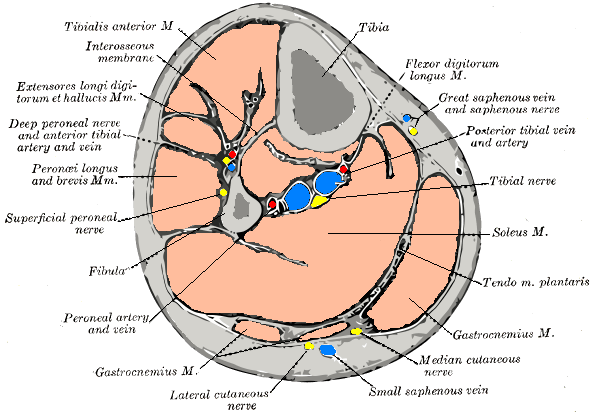
Coupe de la jambe au tiers moyen
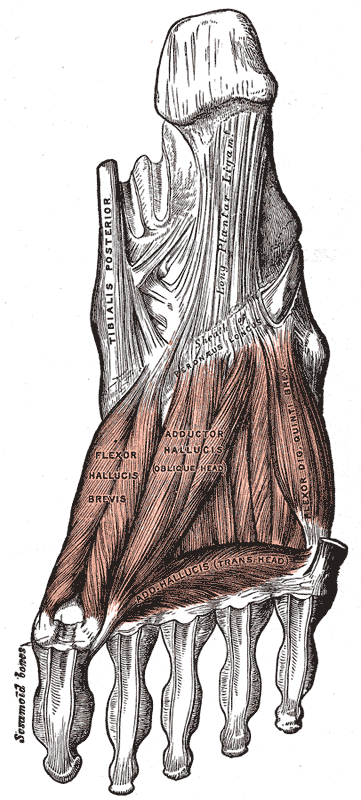
Les muscles de la plante du pied.
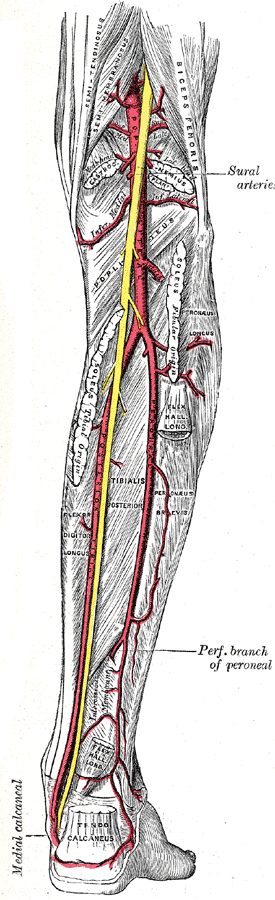
Les artères de la partie postérieure de la jambe.